# Qeparo
Qeparo (albanisch auch Qeparoja oder Qeparoi) ist ein Küstenort im Süden Albaniens. Er liegt im Gebiet der Bashkia (Gemeinde) von Himara am Ionischen Meer. Qeparo gehört zur Landschaft der Albanischen Riviera und ist seit 1957 in einen alten und in einen neuen Dorfkern geteilt. Die Bevölkerung ist albanischer und griechischer Abstammung.

## Etymologie
Nach einer Theorie des britischen Archäologen William Martin Leake (1777–1860) war der ursprüngliche Name des Dorfes Kiepero oder Kiparos, welches aus dem griechischen kommt und „Garten“ bedeutet.

## Geographie

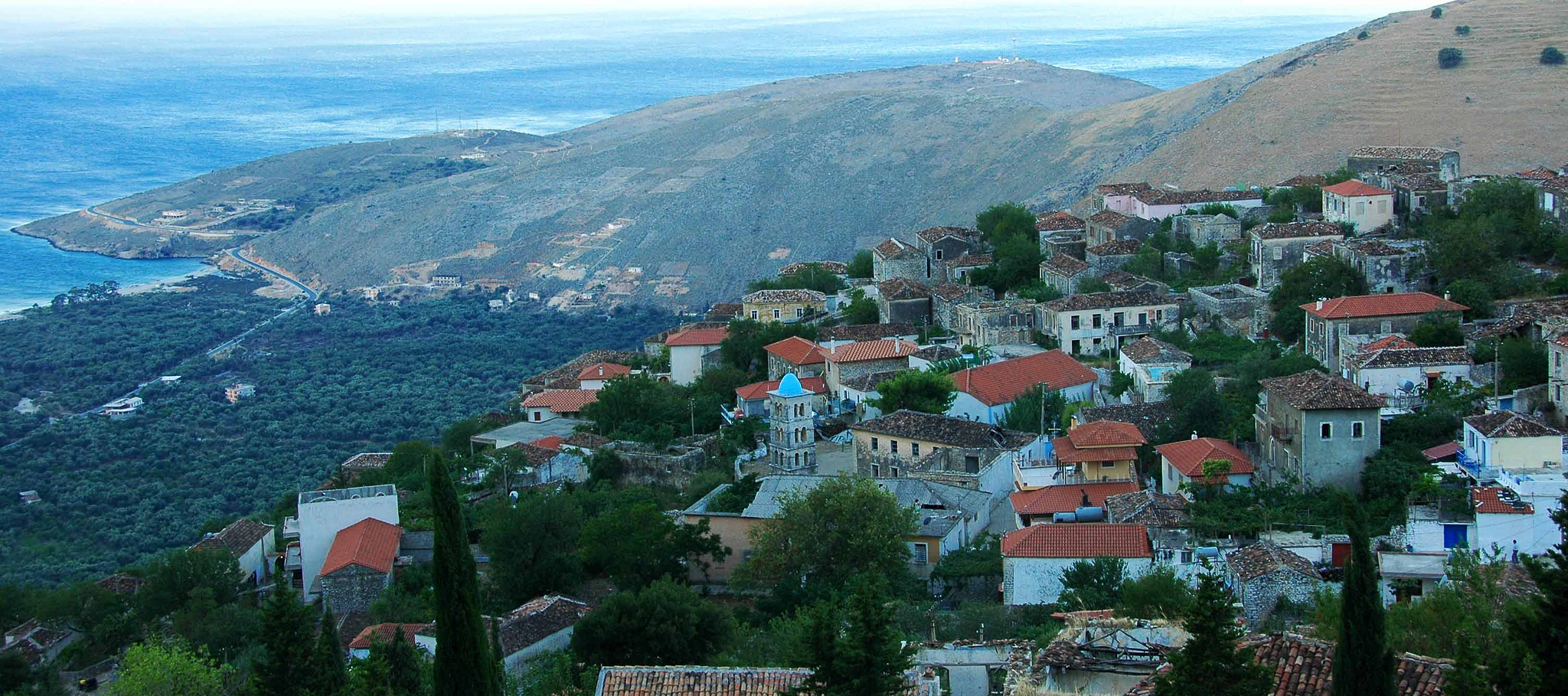
Der alte Dorfkern hoch über dem Meer

Qeparo liegt am Ende eines langen Küstenstreifens und grenzt im Westen an eine kleine Halbinsel, im Osten erhebt sich der Hügelzug Mali i Gjivlashit. Der alte Dorfkern befindet sich rund zwei Kilometer nördlich am Westhang eines Hügelzuges auf rund 285 m ü. M., während der neue Dorfkern direkt an der Meeresküste auf etwa 45 m ü. A. liegt. Die nächsten Dörfer sind im Westen Pilur, im Norden Kudhës, im Nordosten Çorraj und im Osten Borsh. Die Festung Porto Palermo, die auf einer kleinen Halbinsel liegt, gehört zum Dorfgebiet.

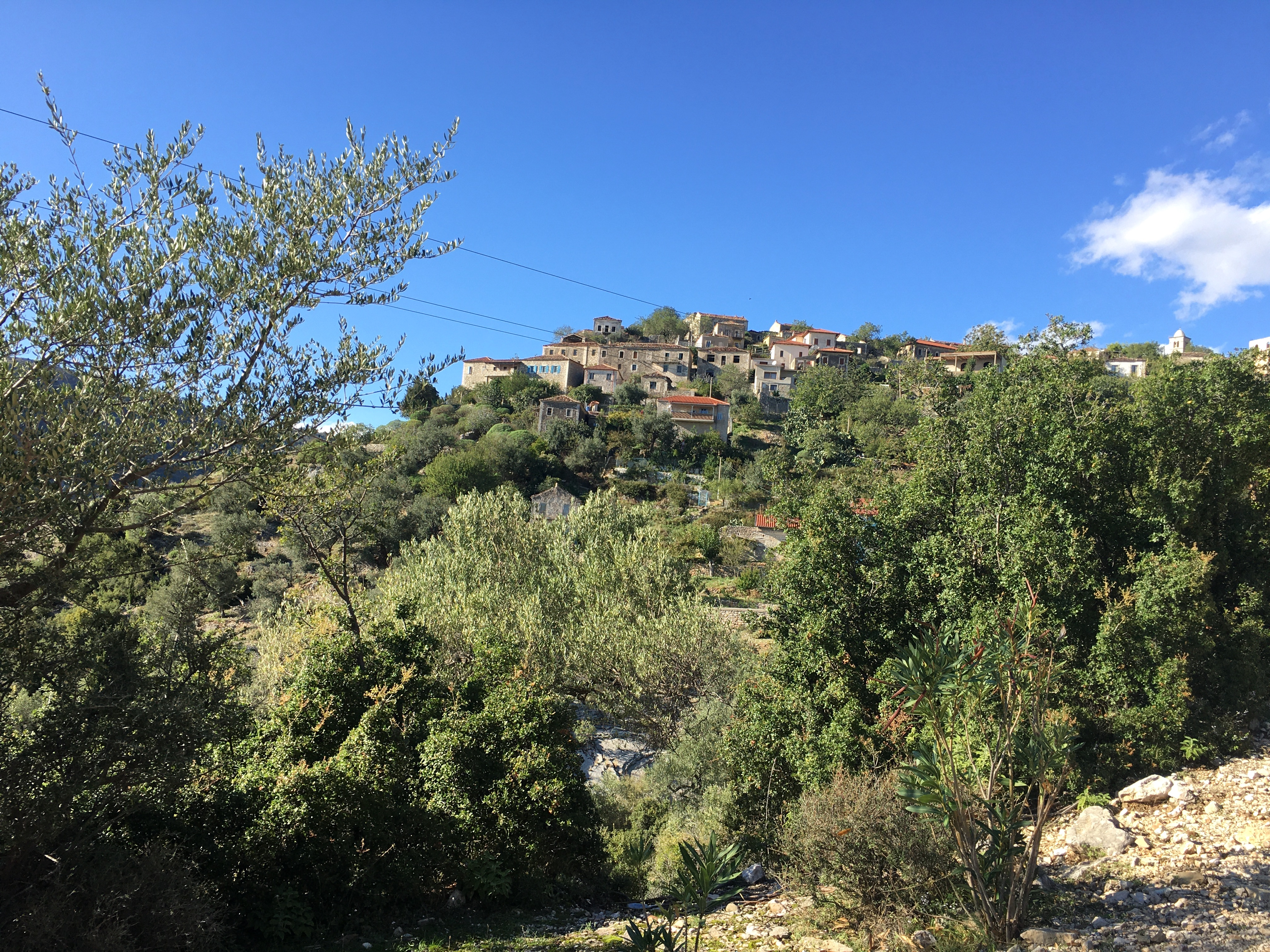
Alt-Qeparo

Beide Dorfkerne werden im Westen und Osten von zwei Bächen begrenzt. Die Ebene westlich von Qeparo ist leicht bewaldet, während diejenige im Osten bei Borsh mehrheitlich von der Landwirtschaft verwendet wird.
In Qeparo steht eine St. Dimitrius gewidmete Kirche von 1760.

## Wirtschaft
Seit Jahrhunderten hat in Qeparo und Region die Kultivierung von Olivenbäumen eine bedeutende Rolle. In den Hainen westlich des Dorfes im Tal werden Früchte von Hand gesammelt und entweder roh verkauft oder zu Olivenöl weiterverarbeitet.
Seit einigen Jahren ist auch der Tourismus ein wichtiger direkter und indirekter Arbeitgeber geworden. Es entstanden einzelne Hotels und Gasthäuser sowie viele Restaurants (siehe hierzu Artikel Tourismus in Albanien).

## Verkehr
Qeparo ist mit der Rruga shtetërore SH8 verbunden, welche die Qark-Hauptstadt Vlora mit Saranda verbindet. Obwohl sie recht kurvig ist und viel Gefälle aufweist, ist sie auf der ganzen Strecke in einem neuen Zustand.